# げんちょけん おたくならぢを
げんちょけん おたくならぢをは、インターネットラジオ番組。テレビアニメ『げんしけん2』（『げんしけん』第2シリーズ）のプロモーションのためのアニラジである。
アニメイトTV、Showgate RADIO、メディファクラジオで配信していた。隔週火曜日更新。2007年10月9日に第0回、10月23日に第1回が配信開始。2008年2月5日に第8回で最終回。（曜日・日付はアニメイトTVのもの）。
パーソナリティは斑目晴信役の檜山修之と荻上千佳役の水橋かおり。コーナーパーソナリティとして笹原完士役の大山鎬則。
タイトルの「げんちょけん」とは、「現代聴覚文化研究会」の略。「げんしけん」が「現代視覚文化研究会」の略であるのになぞらえたもの。

## コーナー
YO・KO・KU
斑目と荻上が登場するオープニングショートコント。
こちら現場のオーヤマですッ!
大山鎬則が『げんしけん2』のアフレコ現場に潜入する録音コーナー。
腐女子の花園
不定期。女子リスナーの相談に水橋かおりが答えた。
ここがヘンだよ一般人!
不定期。おたくの視点から一般人の変なところを指摘した。
萌えきぺでぃあ
不定期。リスナーの変わった萌えポイントを募集した。
ふつオタ
ふつおた。
ゲストコーナー
2週1組でさまざまなゲストが登場し、フリートークをする。ほかのコーナーに出演することもあった。